# Mordellistena dampfi
Mordellistena dampfi là một loài bọ cánh cứng trong họ Mordellidae. Loài này được Ray miêu tả khoa học năm 1939.